# Mazda Paterae
Le Mazda Paterae sono una struttura geologica della superficie di Io.